# 璹嬪
璹嬪（しゅうひん、道光20年2月20日(1840年2月20日) - 同治13年3月24日(1874年3月24日)）は咸豊帝の妃嬪。姓は葉赫那拉氏（星懇達爾漢系）。満洲正白旗出身。同様に咸豊帝の妃嬪である玉嬪は実の妹。

## 生涯
道光20年（1840年）2月20日、子の刻に誕生。

## 宮中での生活
咸豊5年（1855年）2月10日、「正白旗満洲・員外郎 桂祥の娘・那拉氏」が「𤩈貴人」に封じられる。
同日に、「正白旗満洲・主事 全文の娘・那拉氏」が「璷貴人」に封じられる。
𤩈貴人には「嬪銜（嬪相当の待遇）」が与えられたため、
食事・石炭・蝋燭などの支給が嬪と同じ待遇となる。
璷貴人の待遇は通常の貴人のままだった。
咸豊5年（1855年）3月16日、𤩈貴人・璷貴人が正式に入宮。
二人は懿嬪（後の西太后）とともに儲秀宮に住む。
同年3月30日、咸豊帝は、𤩈貴人に「毓慶宮」に収蔵されていた《説文字原·六書正譌》を下賜。
咸豊6年（1856年）3月23日、懿嬪が大阿哥・載淳（後の同治帝）を出産。
4月23日、𤩈貴人の母が、大阿哥の満月祝いの際に、勝手に献上品を差し出す。
咸豊帝は激怒し、献上品を突き返すよう命じる。
11月10日、咸豊帝の命により、「𤩈貴人」の封号表記が「璹貴人」に改められる。
咸豊7年（1857年）11月12日、璹貴人の食事・石炭・蝋燭の支給が「常在」と同じ待遇に格下げされる。
咸豊8年（1858年）2月3日、璹貴人の妹が「玉貴人」に封じられる。
2月4日、璹貴人の食事・石炭・蝋燭の支給が「貴人」の待遇に戻り、通常通りの扱いとなる。
咸豊11年（1861年）10月10日、咸豊帝の崩御後、即位した同治帝が璹貴人を「璹嬪」に尊封。妹の玉貴人も「玉嬪」に尊封された。璹嬪の満文表記は「wesihungge」（尊貴・繁栄の意）。
同治元年（1862年）2月、内務府が道光帝・咸豊帝の妃嬪たちの親族との面会（会親）を手配。
2月13日、璹嬪と玉嬪が親族と面会。面会時間は早朝（卯時）から夕方（酉時）までで、親族は蒼震門から出入りした。
同治13年（1874年）3月24日、璹嬪が死去。
葬儀は、同治8年に亡くなった容嬪と同じ規模で行われた。

## 作品
翁同龢が著した『翁文恭公日記不分巻』には、「顕廟（咸豊帝）位下の璹嬪は、大きな字を書くことができる。彼女は全師の姪孫であり、今年逝去し、今月奉移される」
と記されており、璹嬪は大字を書くことが得意だったことがわかる。
現在確認されている彼女の作品は以下の通り：
- 《璹貴人楷書五言聯》（北京故宮博物院所蔵）

## 家族
- 高祖父：松齢
  - 官位：江南淮揚道
  - 妻：瓜爾佳氏、覺羅氏、喏羅氏
  - 妾：孫氏、范氏

- 曾祖父：那清安
  - 嘉慶10年の進士
  - 官位：兵部尚書
  - 諡号：恭勤
  - 妻：江寧塩法道・盧崧の娘、盧氏

- 祖父：全志
  - 官位：員外郎
  - 妻：二等男爵・鄂彌善の長女、必祿氏

- 父：桂祥
  - 道光23年の挙人
  - 官位：員外郎
  - 妻：欽天監五官・常興の娘、舒舒覚羅氏

- 兄弟：詺鼎、詺彝、詺鍾、詺牖
- 姉妹：玉嬪（咸豊帝の妃嬪）、華毓（盛京将軍・崇実の子）の妻

## 伝記資料
- 『清史稿』
- 『清実録』